# Yemane Gebreab
Yemane Gebreab (Mekele, Ethiopië, 1954) is een Eritrees politicus en diplomaat. Hij is de rechterhand van president Isaias Afewerki.

## Levensloop
Gebreab vocht mee in de Eritrese Onafhankelijkheidsoorlog tegen Ethiopië. Hij was in 1994 een van de oprichters van het Jongerenfront voor democratie en rechtvaardigheid (YPFDJ), de jongerenorganisatie van de enige toegestane politieke partij in Eritrea.
President Afewerki benoemde hem tot hoofd politieke zaken. In die functie is Gebreab een van de machtigste mannen van Eritrea. Hij vertegenwoordigt het land regelmatig als diplomaat in het buitenland. Internationaal is er veel kritiek op het land. Officieel is de dienstplicht anderhalf jaar, maar deze kan oneindig worden verlengd. Verder zijn er veel schendingen van mensenrechten. Gebreab verdedigt het beleid door te stellen dat Eritrea nog steeds bedreigd wordt door Ethiopië.
Gebreab, die vloeiend Arabisch en Engels spreekt, is regelmatig te vinden in het buitenland, waar hij onder de vlag van de YPFDJ contact zoekt met de Eritreeërs in de diaspora. Hij roept hen op loyaal te zijn aan het thuisland. Volgens critici wordt de YFPDJ juist gebruikt om Eritreeërs onder druk te zetten en om afwijkende meningen te voorkomen. Eritreeërs in het buitenland zouden geïntimideerd worden om een wederopbouwbelasting van 2 procent van hun inkomen te betalen.
De Eritrese diplomaat bezocht in april 2017 Nederland, waar hij zou spreken op een YPFDJ-conferentie met 600 bezoekers in Veldhoven. De Nederlandse regering was niet blij met het bezoek, maar kon Gebreab niet weigeren. Op de bijeenkomst kwamen ook zo'n honderd tegendemonstranten af. De burgemeester van Veldhoven Jack Mikkers verbood de bijeenkomst met een beroep op de openbare orde.